# Новачь
Новачь (рум. Novaci) — село в Каларашском районе Молдавии. Наряду с сёлами Тузара и Новые Селишты входит в состав коммуны Тузара.

## География
Село расположено на высоте 142 метров над уровнем моря.

## Население
По данным переписи населения 2004 года, в селе Новачь проживает 819 человек (392 мужчины, 427 женщин).
Этнический состав села:
| Национальность | Число жителей | Процентный состав |
| -------------- | ------------- | ----------------- |
| молдаване      | 809           | 98.78             |
| украинцы       | 4             | 0.49              |
| русские        | 3             | 0.37              |
| болгары        | 1             | 0.12              |
| прочие         | 2             | 0.24              |
| Всего          | 819           | 100%              |